# Bartolomeu da Inglaterra
Bartolomeu da Inglaterra (em latim: Bartholomeus Anglicus; nascido antes de 1203, falecido em 1272) foi um erudito escolástico de Paris do início século XIII, membro da ordem franciscana. Foi o autor do compêndio De proprietatibus rerum ("Sobre as propriedades das coisas"), datado de 1240, um precursor inicial da enciclopédia. Bartolomeu também ocupou cargos importantes dentro da igreja e foi nomeado bispo de Łuków apesar de não se consagrar para essa posição. 

## Biografia
Pouco se sabe sobre os primórdios de sua vida. Acredita-se que Bartolomeu tenha nascido por volta da virada do século XIII; seus pais são desconhecidos. O primeiro registro dele foi em 1224, em Paris, como um professor, embora acredita-se que estudou na Universidade de Oxford. 

## Posições na Igreja

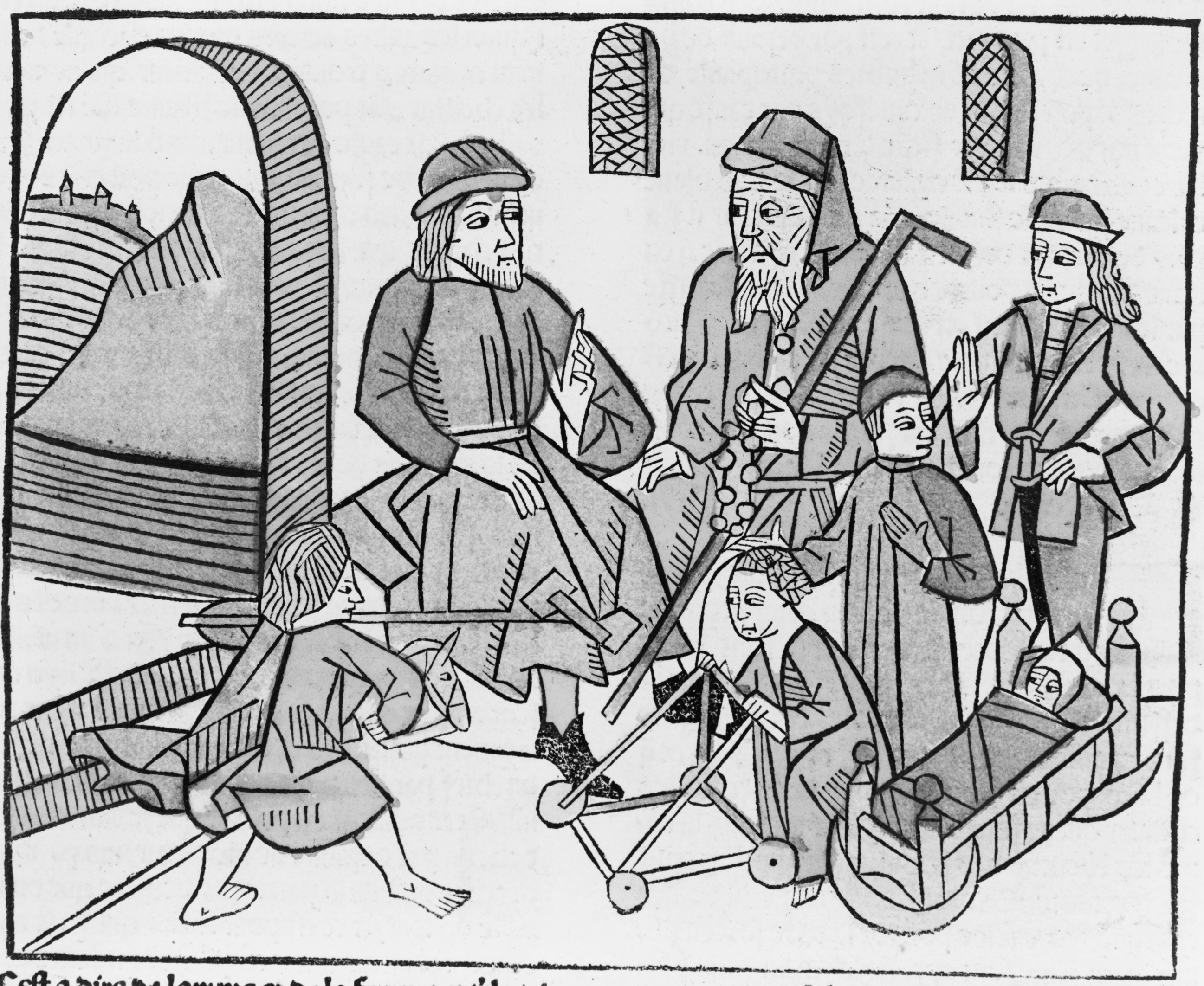
Fases da Vida por Bartolomeu da Inglaterra (1486)